# یازی‌کونک
یازی‌کونک (به ترکی استانبولی: Yazıkonak) شهری است در کشور ترکیه که در استان الازیغ واقع شده‌است. جمعیت این شهر بر اساس سرشماری سال ۲۰۰۸ میلادی ۸٬۴۲۶ نفر و بر اساس برآوردهای سال ۲۰۰۹ میلادی ۸٬۹۳۰ نفر می‌باشد.